# Charles Swinhoe
Charles Swinhoe (Calcutta, 29 agosto 1838 – Fulham, 2 dicembre 1923) è stato un entomologo e ornitologo britannico.

## Biografia
Nacque nel 1838 a Calcutta come il fratello, il naturalista Robert Swinhoe. Fu colonnello dell'Armata Britannica in India e si occupò di ornitologia ed entomologia. Sposò Susan Day l'11 maggio 1861, dalla quale ebbe otto figli, tre maschi e cinque femmine, tra il 1862 ed il 1876.
Fu allievo ufficiale presso il 56º Reggimento di fanteria nel 1855 in Crimea, e si recò in India a seguito dei moti del 1857. Nel 1858 passò, col grado di tenente, al 15º Reggimento di fanteria, per poi tornare l'anno successivo nel 56°, ed essere infine trasferito, verso la fine del 1859, con i corpi di stanza a Mumbai, allora chiamata Bombay. Si trovò a Kandahar insieme al generale Roberts nel 1880; in quell'occasione e durante la marcia di ritorno in India, collezionò 341 esemplari di uccelli. Fu promosso tenente colonnello nel 1881 e colonnello nel 1885. Fu anche un abile cacciatore di tigri.
Rivolse la propria curiosità scientifica soprattutto agli insetti, studiando particolarmente i lepidotteri dei distretti di Bombay, Mhow, Pune e Karachi; fu inoltre uno degli otto membri fondatori della Bombay Natural History Society (BNHS) e membro della British Ornithologists Union. Pubblicò sulla rivista The Ibis articoli sugli uccelli dell'Afghanistan meridionale e dell'India centrale, fornendo circa 300 esemplari per il British Museum. Giunse a possedere una delle più ricche collezioni di lepidotteri di tutta l'India, con 40.000 esemplari appartenenti a 7.000 specie diverse, tra cui 400 nuove specie descritte da lui stesso; dopo la morte di Frederic Moore, avvenuta nel 1907, ebbe a completare le serie entomologiche di Lepidoptera Indica. Il 22 novembre del 1892 l'Università di Oxford lo insignì del titolo di Master of Arts. Morì il 2 dicembre 1923 nel quartiere londinese di Fulham.